# Hiệp định Đường Cô
Hiệp định Đường Cô (tiếng Trung: 塘沽協定, tiếng Nhật: とうこきょうてい hoặc タンクーきょうてい) là một hiệp định đình chiến được ký kết giữa quân đội Nhật Bản và quân đội Trung Quốc vào ngày 31 tháng 5 năm 1933 (năm Chiêu Hòa thứ 8) tại Đường Cô, tỉnh Hà Bắc (tiếng Trung: 唐沽, tiếng Nhật: タングー).
Hiệp định này chấm dứt các cuộc xung đột quân sự trong sự kiện Mãn Châu, bắt đầu từ Sự kiện Liễu Điều Hồ. Hiệp định này cũng được gọi là Hiệp định đình chiến Đường Cô.

## Bối cảnh
Sau Sự kiện Mãn Châu Lý vào ngày 18 tháng 9 năm 1931, Quân đội Quan Đông Nhật Bản nhanh chóng tiến hành chiếm đóng Mãn Châu, hoàn tất việc kiểm soát toàn khu vực này vào tháng 2 năm 1932. Để củng cố quyền kiểm soát, Nhật Bản đã đưa Phổ Nghi, vị hoàng đế cuối cùng triều đại nhà Thanh, lên làm người cai trị bù nhìn Đế quốc Mãn Châu Quốc mới thành lập, hoàn toàn nằm dưới sự kiểm soát của Quân đội Hoàng gia Nhật Bản.
Nhằm bảo vệ biên giới phía nam Mãn Châu Quốc, một chiến dịch quân sự chung giữa Nhật Bản và Mãn Châu Quốc đã được phát động vào tháng 1 năm 1933 để chiếm tỉnh Nhiệt Hà. Đến tháng 3 năm 1933, chiến dịch này thành công, và các lực lượng Trung Quốc còn lại đã bị đẩy lùi qua Vạn Lý Trường Thành vào tỉnh Hà Bắc.
Mặc dù Trung Quốc kêu gọi sự giúp đỡ từ các nước láng giềng và cộng đồng quốc tế, nhưng hầu như không nhận được sự hỗ trợ hiệu quả. Hội Quốc Liên đã triệu tập một cuộc họp theo yêu cầu của Trung Quốc và thành lập Ủy ban Lytton để điều tra tình hình. Mặc dù báo cáo từ ủy ban đã lên án hành động của Nhật Bản, nhưng không đưa ra biện pháp cụ thể nào để can thiệp. Không bị ảnh hưởng bởi sự chỉ trích từ quốc tế, Nhật Bản đã rút khỏi Hội Quốc Liên vào ngày 27 tháng 3 năm 1933.
Hoàng đế Hirohito đã chỉ thị cho quân đội Nhật Bản tránh mở rộng xung đột vượt ra ngoài Vạn Lý Trường Thành và tìm cách nhanh chóng giải quyết cuộc xung đột với Trung Quốc. Chỉ đạo này, kết hợp với vị thế đàm phán mạnh mẽ của Nhật Bản, phần lớn được đẩy mạnh bởi thực tế rằng chính phủ Quốc dân Trung Quốc đang bị sa lầy trong cuộc nội chiến với Đảng Cộng sản Trung Quốc, khiến họ bị phân tán lực lượng và không thể tổ chức kháng cự hiệu quả.

## Đàm phán và Hiệp định
Vào ngày 22 tháng 5 năm 1933, các đại diện Trung Quốc và Nhật Bản đã gặp nhau để đàm phán chấm dứt các hành động thù địch sau chiến dịch xâm lược của Nhật Bản ở Đông Bắc Trung Quốc. Các yêu cầu từ phía Nhật Bản rất khắt khe và hoàn toàn nghiêng về lợi ích Nhật Bản:
1. Một khu vực phi quân sự kéo dài 100 km về phía nam Vạn Lý Trường Thành từ Bắc Kinh đến Thiên Tân sẽ được thiết lập. Vạn Lý Trường Thành sẽ thuộc quyền kiểm soát của Nhật Bản.
2. Quân đội Quốc dân Đảng bị cấm triển khai các đơn vị quân đội chính quy trong khu vực phi quân sự.
3. Quân đội Nhật Bản giữ quyền tiến hành các chuyến bay trinh sát và tuần tra trên mặt đất để đảm bảo thực hiện đúng thỏa thuận.
4. Việc duy trì trật tự công cộng trong khu vực được giao cho một lực lượng Quân Đội Bảo Vệ Hòa Bình Khu Phi Quân Sự được trang bị nhẹ.

Các điều khoản bí mật:
- Các Quân đội Tình nguyện Chống Nhật, lực lượng kháng chiến chống lại sự bành trướng của Nhật, bị loại trừ không được tham gia vào lực lượng Bảo Vệ Hòa Bình.
- Bất kỳ tranh chấp nào không được giải quyết bởi lực lượng Bảo Vệ Hòa Bình sẽ được giải quyết trực tiếp giữa chính phủ Nhật Bản và Trung Quốc.

Dưới áp lực lớn do nội chiến với Đảng Cộng sản Trung Quốc và sự thiếu hỗ trợ hiệu quả từ quốc tế, Tưởng Giới Thạch cùng chính phủ Trung Quốc buộc phải chấp nhận gần như toàn bộ các yêu cầu của Nhật Bản. Thỏa thuận này thực chất đã trao quyền kiểm soát đáng kể về lãnh thổ và chiến lược cho Nhật Bản.
Hơn nữa, khu vực phi quân sự phần lớn nằm trong lãnh thổ của Trương Học Lương, một cựu lãnh chúa Mãn Châu, người đã chịu tổn thất nghiêm trọng về danh tiếng sau khi Nhật Bản chiếm đóng Mãn Châu.

## Kết quả
Hiệp định đình chiến Đường Cô thực tế đã dẫn đến việc chính phủ Quốc Dân Đảng thừa nhận Mãn Châu Quốc và chấp nhận mất tỉnh Nhiệt Hà. Hiệp định này tạm thời chấm dứt các cuộc xung đột giữa Trung Quốc và Nhật Bản, và quan hệ giữa hai nước được cải thiện trong một thời gian ngắn. Vào ngày 17 tháng 5 năm 1935, cơ quan ngoại giao Nhật Bản tại Trung Quốc được nâng cấp lên thành đại sứ quán, và vào ngày 10 tháng 6 năm 1935, Hiệp định Hà Mai đã được ký kết. Hiệp định đình chiến Đường Cô đã tạo cơ hội cho Tưởng Giới Thạch củng cố lực lượng của mình và tập trung đối phó với Đảng Cộng sản Trung Quốc, mặc dù phải đánh đổi bằng việc hy sinh quyền kiểm soát ở khu vực Bắc Trung Quốc.
Tuy nhiên, dư luận Trung Quốc đã phản đối mạnh mẽ các điều khoản được cho là quá ưu ái Nhật Bản và sỉ nhục Trung Quốc. Mặc dù hiệp định quy định việc thiết lập một vùng đệm phi quân sự, tham vọng lãnh thổ của Nhật Bản đối với Trung Quốc vẫn còn, và hiệp định này chỉ mang tính tạm thời trước khi xung đột lại bùng phát vào năm 1937 với Chiến tranh Trung-Nhật lần thứ hai.